# Понте-Ведра-Бич
Понте-Ведра-Бич (англ. Ponte Vedra Beach) — невключённая община в округе Сент-Джонс, штат Флорида, США. Престижный курорт, известный как место расположения штаб-квартиры ассоциации профессионального гольфа PGA Tour и американского филиала Ассоциации теннисистов-профессионалов (АТР).

## География
Понте-Ведра-Бич расположен на побережье Атлантического океана в северной части округа Сент-Джонс, в 29 километрах к юго-востоку от Джексонвилла и в 42 километрах к северу от Сент-Огастина, административного центра округа Сент-Джонс. Территория Понте-Ведра-Бич включает в себя участки, известные как собственно Понте-Ведра-Бич, Понте-Ведра, Саут-Понте-Ведра-Бич, Сограсс, Палм-Валли и Маршландинг.
Высшая средняя температура в июле — 31.8° по Цельсию, низшая средняя температура в январе — 7.6° по Цельсию. Годичная норма осадков — 1293 миллиметра.

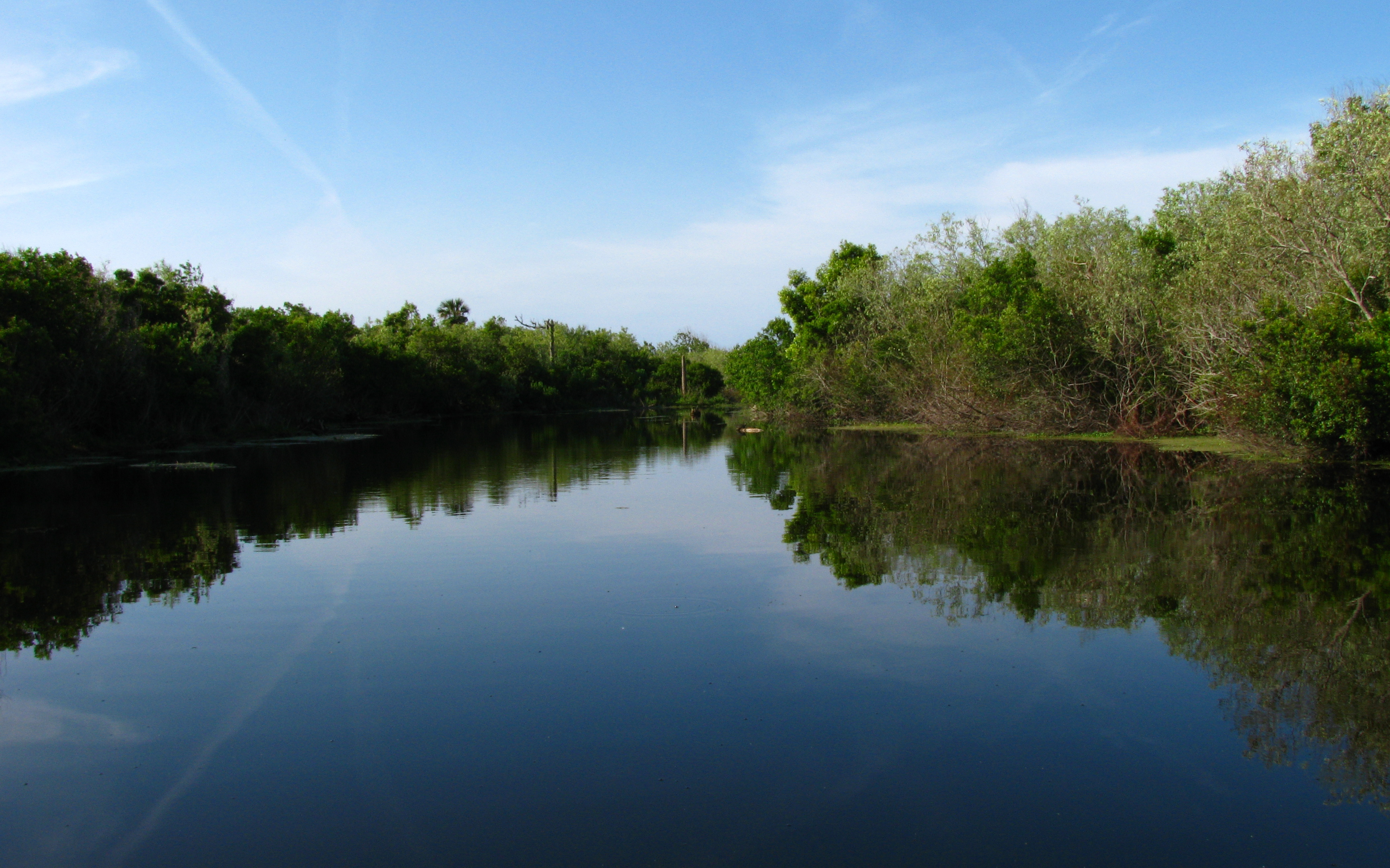
Пейзаж Понте-Ведра-Бич

| Климатограмма Понте-Ведра-Бич                                       | Климатограмма Понте-Ведра-Бич | Климатограмма Понте-Ведра-Бич | Климатограмма Понте-Ведра-Бич | Климатограмма Понте-Ведра-Бич | Климатограмма Понте-Ведра-Бич | Климатограмма Понте-Ведра-Бич | Климатограмма Понте-Ведра-Бич | Климатограмма Понте-Ведра-Бич | Климатограмма Понте-Ведра-Бич | Климатограмма Понте-Ведра-Бич | Климатограмма Понте-Ведра-Бич |
| ------------------------------------------------------------------- | ----------------------------- | ----------------------------- | ----------------------------- | ----------------------------- | ----------------------------- | ----------------------------- | ----------------------------- | ----------------------------- | ----------------------------- | ----------------------------- | ----------------------------- |
| Я                                                                   | Ф                             | М                             | А                             | М                             | И                             | И                             | А                             | С                             | О                             | Н                             | Д                             |
| 96 17 8                                                             | 72 18 9                       | 100 21 12                     | 73 24 15                      | 77 28 19                      | 145 31 22                     | 132 32 23                     | 155 31 23                     | 191 29 23                     | 128 26 18                     | 60 22 13                      | 70 18 9                       |
| Температура в °C • Сумма осадков в мм Источник: weather.com (англ.) |                               |                               |                               |                               |                               |                               |                               |                               |                               |                               |                               |

## История
Возможно, первым европейцем, высадившимся на американский берег в районе современного Понте-Ведра-Бич, был Хуан Понсе де Леон. Как утверждает сайт местной Торговой палаты, Понсе де Леон, сошедший на берег 2 апреля 1513 года, но не нашедший в этом месте удобной гавани, отплыл затем на юг, конечном итоге совершив высадку в окрестностях современного Сент-Огастина.
Несколько веков в этом районе продолжались стычки между аборигенами из племени тимукуа, испанцами, англичанами и французами, приведшие в XVIII веке к уничтожению большей части коренного населения. В 1821 году Флорида, проданная Испанией Соединённым Штатам Америки, получила статус территории, и в районе Понте-Ведра-Бич начали появляться сахарные плантации. Конец расцвету плантаций положили сначала семинольские войны, а затем гражданская война. До конца XIX века эти места были заселены скудно, хотя к северу уже началось интенсивное заселение побережья.
В 1914 году в этих местах были открыты залежи полезных ископаемых, в том числе рутила и ильменита, используемых для получения титана и циркония. В 1916 году у месторождений был построен горняцкий посёлок, названный Минерал-Сити (в 1928 году переименован в Понте-Ведра, в честь города в Испании, якобы бывшего родным городом Колумба). Титан из Минерал-Сити сыграл важную роль для США в ходе Первой мировой войны, так как большинство мировых запасов этого металла контролировались Германией. В ходе Второй мировой войны несколько торговых судов союзников были потоплены невдалеке от берегов Понте-Ведра немецкими подводными лодками, а 16 июня 1942 года в этих местах в рамках операции «Пасториус» были высажены с субмарины четверо диверсантов, которые были схвачены властями прежде, чем успели нанести какой-либо ущерб.
Контролировавшая месторождения Минерал-Сити «National Lead Company» построила для своих рабочих клуб, площадку для гольфа и поле для игры в поло. В 1937 году эта инфраструктура была использована при открытии отеля «Ponte Vedra Inn & Club». После Второй мировой войны, когда наметился спад в спросе на её основную продукцию, «National Lead Company» переключила свои усилия на превращении района Понте-Ведра в курортную зону. Начиная с 1950-х годов Понте-Ведра-Бич развивается в первую очередь как курорт для любителей гольфа. В 1972 году началось превращение в курорт высшего разряда участка, известного как Сограсс. В 1978 году руководство ассоциации гольфистов PGA Tour за один доллар приобрели здесь поросший лесом участок площадью 415 акров, где был затем создан один из ведущих гольф-клубов мира..

## Население
В 2005 году Понте-Ведра-Бич был включён в число 50 лучших мест для проживания журналом CNN Money. К этому времени Население Понте-Ведра Бич составляло 35 400 человек. Средний доход на семью составлял 79 608 долларов в год.

## Культура и спорт
В Понте-Ведра-Бич располагаются 14 высших и средних профессиональных учебных заведений, 8 кинотеатров, 7 библиотек, два музея и 27 площадок для гольфа.
В Понте-Ведра-Бич расположены штаб-квартира PGA Tour — ассоциации профессионального гольфа Северной Америки — и американский филиал Ассоциации теннисистов-профессионалов (АТР).